# Nurpur
Nurpur fou un antic estat tributari mogol, avui a Himachal Pradesh.
Fou un estat rajput regit pel clan pathània dels rajputs des de la part final del segle xi (vers 1095) fundat per Raja Jhet Pal, germà petit del sobirà de Delhi. La capital està Pathankot, una població actualment al Panjab, i l'estat tenia uns 180 km². La ciutat de Nurpur tenia el nom antigament de Dhameri (o Temmery) i va agafar el nom de Nurpur en honor de Nur al-Din Jahangir. Els rages de Nurpur són esmentats pels historiadors musulmans com zamindars de Mau i Paithan i Nurpur va esdevenir la seva capital després de la destrucció de Mau per Shah Jahan. El raja local va començar el fort que fou acabat en temps de l'emperador Aurangzeb. Foren lleials feudataris mogols i van defensar el territori contra els sikhs fins que l'estat fou conquerit per Ranjit Singh el 1815 i incorporat al regne de Lahore.
Per la capital Nurpur vegeu Nurpur (ciutat)

## Llista de rages
- Raja Jhet Pal vers 1095-?
- Alguns successors segle xii
- Raja JAS PAL 1313-1353
- Raja KAILAS PAL 1353-1397
- Raja NAG PAL 1397-1438
- Raja PRITHI PAL 1438-1473
- Raja BHIL PAL 1473-1513
- Raja BAKHT MAL 1513-1558
- Raja PAHARI MAL 1558-1580
- Raja BASU DEV 1580-1613
- Raja SURAJ MAL 1613-1618
- Raja JAGAT SINGH 1618-1646
- Raja RAJRUP SINGH 1646-1661
- Raja MANDHATA SINGH 1661-1700
- Raja DAYADHATA 1700-1735
- Raja FATEH SINGH 1735-1770
- Raja PRITHVI SINGH 1770-1805
- Raja BHIR SINGH 1805-1815 (+1846)